# Archie Crabbe
Archibald Douglas Brodie "Archie" Crabbe, född 7 mars 1903 i Edinburgh, Skottland, död 12 juli 1981 i Penn, Buckinghamshire, var en brittisk bobåkare. Han deltog vid olympiska vinterspelen 1924 i Chamonix i det brittiska laget i fyrmansbob, som slutade på femte plats.